# Mikroregion Alto Pantanal

Mikroregion Alto Pantanal

Mikroregion Alto Pantanal – mikroregion w brazylijskim stanie Mato Grosso należący do mezoregionu Centro-Sul Mato-Grossense.

## Gminy
- Barão de Melgaço
- Cáceres
- Curvelândia
- Poconé